# Grande synagogue de Mayence (1912-1938)

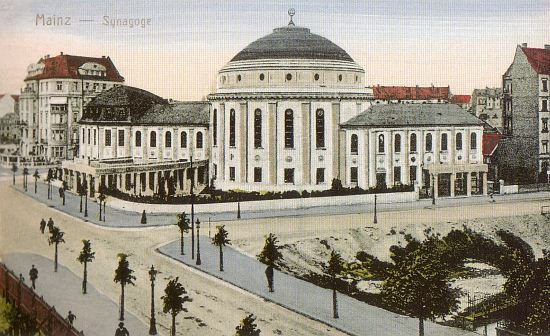
Carte postale de la grande synagogue inaugurée en 1912

La grande synagogue de Mayence a été construite en 1912 et comme la majorité des synagogues en Allemagne, elle sera détruite par les nazis en 1938.
La communauté juive de Mayence était avant la Seconde Guerre mondiale forte de plus de 3 000 membres. Après la guerre, il ne restait plus que 57 Juifs à Mayence.

## Les synagogues duMoyen Âge

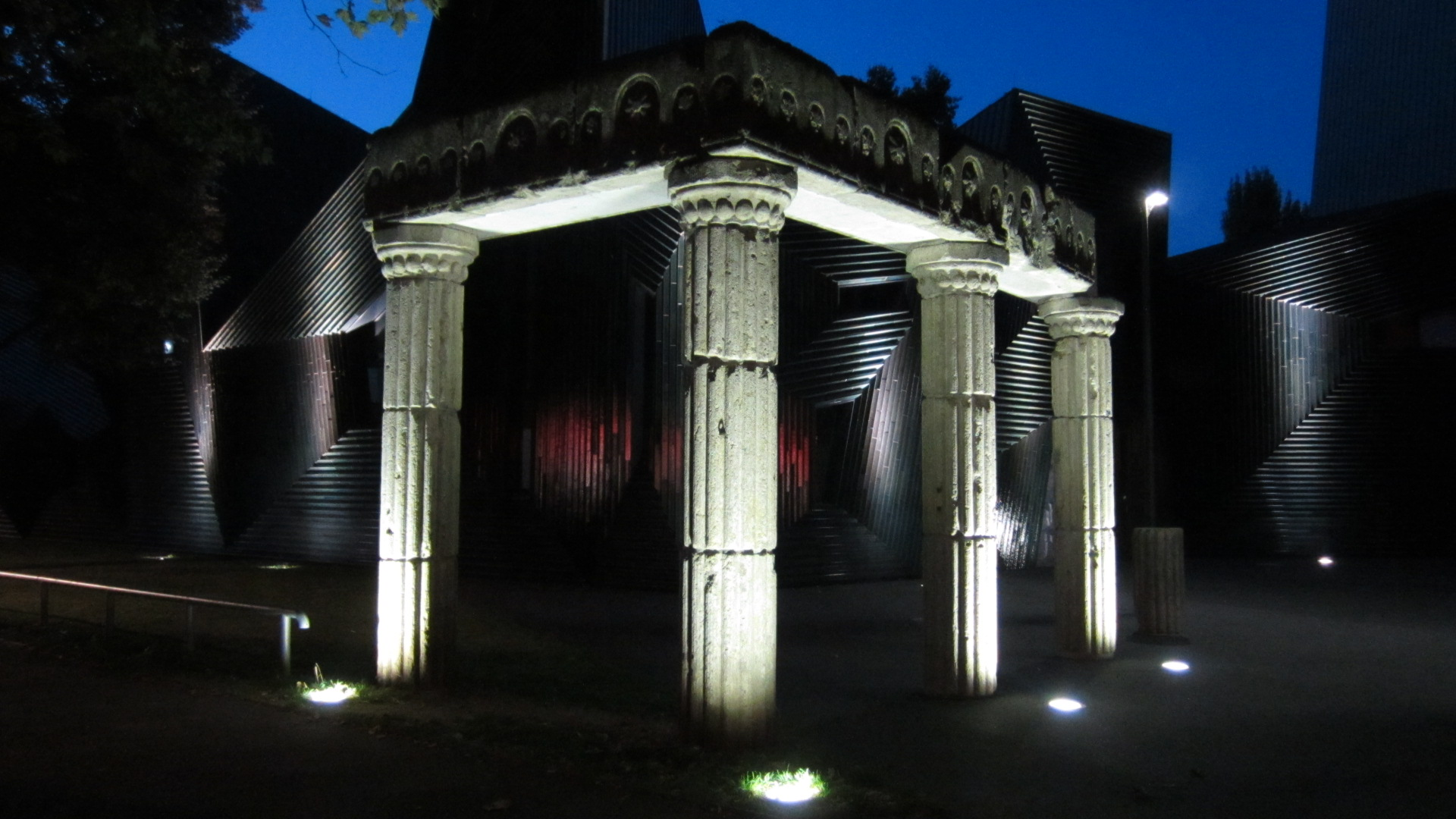
Fragments du porche à colonnades de l'ancienne grande synagogue, Hindenburgstraße, Mayence (Neustadt).

La première mention d'une synagogue date de 1093. Elle est située dans l'ancienne ville basse dans le domaine où sera construite après 1288 l'église Saint-Quentin. Elle est incendiée par les dirigeants de la communauté juive le 29 mai 1096, lors des persécutions antisémites pendant la première croisade, afin d'empêcher toute profanation par les chrétiens ou les croisés et éviter qu'elle soit transformée en église. 
Près de la synagogue, se trouvait déjà au XIe siècle, une petite salle de prière et d'étude. Quelques années après les massacres de 1096, une petite communauté se reforme, et une nouvelle maison de prière est construite au même endroit. Les Juifs de la ville haute, par crainte de la population de la ville, se réunissent dans la maison d'étude du rabbin Juda bar Kalonymos.
En 1188, une nouvelle synagogue est mentionnée dans le quartier de la maison communale au 41-43 Schusterstraße / angle de Stadthausstraße , qui probablement existe depuis quelques années ou décennies. En 1272, cette synagogue est rénovée en y installant un sol richement pavé. Lors des émeutes antisémites du 15 juin 1281, la synagogue est incendiée. Quelques années plus tard, cette maison de prière semble avoir été reconstruite. Dans le cadre des persécutions antisémites lors de la peste noire, la synagogue est incendiée le 23 août 1349 par des Juifs désespérés.  
Dans la seconde moitié du XIVe siècle, une nouvelle synagogue ou salle de prière est érigée. En 1433 et 1442, il est fait mention d'uneJudenschule (école juive ou synagogue), qui se trouve probablement à proximité de la Stadionerhofstraße actuelle. Après l'expulsion des Juifs en 1438, celle-ci est transformée en salle communale de stockage de charbon. En 1445, les Juifs sont de nouveau autorisés à s'installer à Mayence par archevêque Dietrich Schenk von Erbach, et la synagogue leur est restituée. Après l'expulsion de 1470/1471, la synagogue est transformée en 1473, par l'archevêque Thierry d'Isembourg, en une chapelle chrétienne Omnium Sanctorum.

## Les synagogues desXVIeetXVIIesiècles
En 1568, on mentionne pour la première fois la Judengasse (impasse des Juifs), qui n'a rien à voir avec le quartier juif médiéval. Dans cette Judengasse, se trouve en 1620 une maison appelée Zur Judenschule (À l'école des Juifs). Il existe aussi une salle de prière dans la maison de Jospe Menz et en 1594 une synagogue dans la maison dénommée Zum Kalten Bad (Au bain froid).
En 1639, est inaugurée une synagogue située dans la Klarastraße près du Bleidenstädter Hof, qui est agrandie en 1649. À l'époque vivent à Mayence environ 350 Juifs, mais l'archevêque Jean-Philippe de Schönborn n'autorise qu'un maximum de 20 familles juives à Mayence. La population juive décroit donc brusquement et en 1671, instruction est donnée de vendre la synagogue. Une nouvelle synagogue est donc bâtie sur un terrain situé entre la Margaretengasse (ultérieurement renommée Judengasse du Judenviertel) et la Rechengasse. Cette synagogue, inaugurée en 1673, se trouve dans le Judenviertel (quartier juif), à l'emplacement d'une maison communautaire appelée Zur goldenen Eichel (Au gland doré). En 1684, le rabbinat fait construire un Mikve (bain rituel) dans le sous-sol du bâtiment. 

## Les synagogues duXVIIIesiècle
En 1715-1717, le bâtiment de la synagogue de 1673 est agrandi. La synagogue est alors un bâtiment sur quatre niveaux, avec la salle de prière au rez-de-chaussée et un escalier permettant d'accéder aux différents niveaux. Au premier étage on trouve une salle de réunion et les bureaux de la communauté; au second, une petite salle de prière et d'étude ainsi que des logements et au troisième étage des logements.
Certaines familles juives, arrivées à Mayence à la fin du XVIIIe siècle, installent leur propre salle de prière dans une maison nommée Homburgisches Haus ou Ledeburgisches Haus.
En 1846, la synagogue du Judenviertel est détruite en raison de la décision prise en 1844 de construire une nouvelle synagogue sur le site. Le dernier office a lieu le 23 mars 1846. Jusqu'à l'inauguration officielle de la nouvelle synagogue, les offices se déroulent dans une maison privée située en face de la synagogue détruite,.

## La grande synagogue de la communauté inaugurée en 1853

### Construction et inauguration de la synagogue

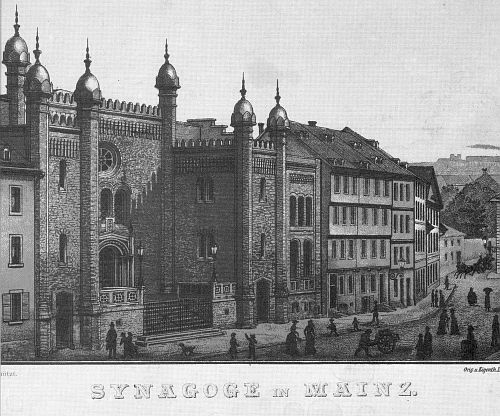
La grande synagogue construite en 1853

En 1844, le conseil de la communauté juive décide la construction d'une nouvelle synagogue au même endroit que la précédente, entre la Vorderen Synagogenstraße (rue de la synagogue à l'avant) et la Hinteren Synagogenstraße (rue de la synagogue à l'arrière), de nos jours, entre la Klarastraße et la Rechengasse. En raison des troubles politiques dus aux révolutions de 1848, la synagogue n'est terminée qu'en 1853 et inaugurée le 11 mars 1853. Pour les plans de la synagogue, la communauté choisit Ignaz Opfermann, l'architecte du gouvernement et de la cathédrale de Mayence. Il construit la synagogue en style néo-mauresque, traditionnel pour les synagogues bâties à l'époque et faisant référence à l'origine supposée moyen-orientale des Juifs. La façade à trois étages est monumentale: sur la partie centrale en avant-corps, un large escalier conduit à une plate-forme élevée donnant sur le portail principal. La salle de prière dispose de 764 sièges.

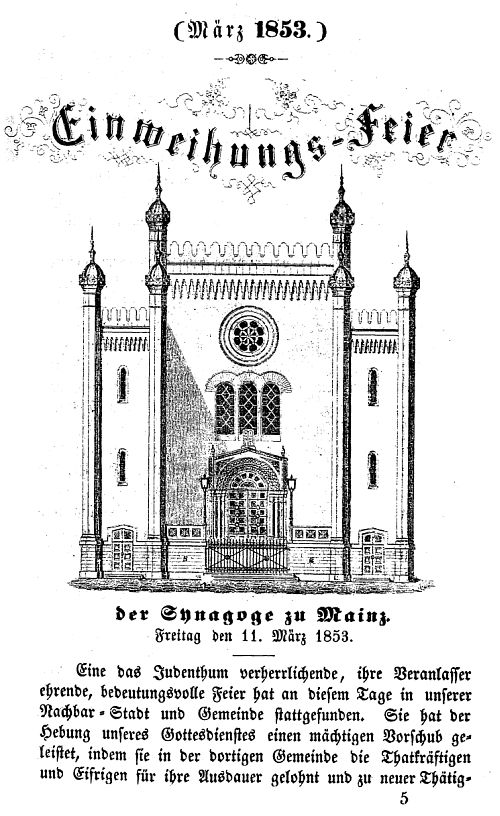
Imprimé annonçant l'inauguration de la grande synagogue en 1853

L'inauguration de la synagogue est décrite dans les différents journaux juifs allemands:   
« Hier soir et ce matin a été célébrée avec beaucoup de dignité, l'inauguration de la nouvelle synagogue de la communauté juive locale. Hier, avant 5 heures la nouvelle maison de Dieu était déjà remplie dans la totalité de sa grande salle avec les membres de la communauté et avec les invités pourvus de cartes d'admission. Peu après 5 heures le cortège des membres de la communauté exerçant un métier ou présents à la cérémonie d'adieu dans la maison de prière précédente, arriva à la synagogue et sous la musique et les chants, traversa l'allée centrale vers le sanctuaire, où selon les cérémonies habituelles, la Torah a été déposée. Après quoi, les chants, accompagnés de toutes les tonalités du bel orgue et par la musique de l'Association musicale de la ville, alternèrent avec les prières jusqu'à ce que le premier rabbin, le Dr. Aub, entre en chaire et dans un sermon de presque une demi-heure, qui n'a pas manqué de faire la meilleure impression, a souligné l'importance de la journée. Après le sermon, les chants et les prières se sont poursuivis jusqu'à 8 heures, où la cérémonie à laquelle ont participé les autorités civiles et militaires les plus élevées, ainsi que plusieurs hauts dignitaires du clergé des deux confessions chrétiennes, a pris fin pour ce jour.
Parlons aussi de l'impression que l'intérieur du nouveau bâtiment a fait sur nous et sur tous, ce que nous avons entendu s'exprimer à ce sujet, c'est que ça été pour tous surprenant et magnifique. La haute nef voûtée, avec des coupoles en verre, entourée sur trois côtés par des galeries superposées, sous lesquelles se trouvent des locaux annexes, et toutes ces pièces décorées de peintures et d'ornements architecturaux et éclairées par un océan de lumière fourni par des centaines de bougies au gaz. Tout cela a agi de façon vraiment enchanteresse sur le spectateur et l'a convaincu que ce temple forme une des plus belles parures de notre ville. »
Le magazine Der Israelitische Volksschullehrer, revue des enseignants juifs, décrit en détail l'inauguration et précise que « Six rabbins ont contribué à la célébration de cette fête: Le Dr Aub, premier rabbin de Mayence; le Dr. Cahn, deuxième rabbin de Mayence; le Dr M. Levi, rabbin provincial à Gießen; le Dr M. Sobernheim, rabbin d'arrondissement de Bingen; Mr Samuel Süsskind, rabbin de la ville et du district de Wiesbaden ».

### Rupture avec les orthodoxes
La conception de la nouvelle synagogue entraine une rupture dans la communauté. Les orthodoxes reprochent l'introduction d'un orgue ainsi que d'autres évolutions comme l'installation de la Bimah près de l'Arche Sainte au lieu d'être au milieu de la salle de prière. Les orthodoxes de la communauté choisissent de se regrouper en une association religieuse et décident en 1855 de célébrer les offices provisoirement dans une salle de l'auberge Zur Stadt Darmstadt (À la ville de Darmstadt), conformément à la tradition. En 1856, ils font construire par l'architecte Albert une synagogue orthodoxe à l'intersection de la Flachsmarktstraße et de la Margarethenstraße. Une nouvelle synagogue orthodoxe d'une capacité de 300 places sera construite en 1879 par l'architecte Eduard Kreyßig. Cette synagogue sera détruite par les nazis pendant la nuit de Cristal en 1938.

### Décision de remplacer la synagogue devenue trop petite
Le 18 novembre 1857, l'explosion de la tour Martin de la forteresse de Mayence, utilisée comme poudrière fait 42 morts et de nombreux blessés, détruit totalement 57 maisons et en endommage gravement plus de 64 autres. Aucune maison de la ville ne reste intacte. La synagogue est sérieusement endommagée:    
« À la suite de la terrible catastrophe de Mayence, les offices doivent être interrompus dans les deux synagogues pendant quelque temps, car les fenêtres supérieures de la nouvelle synagogue et les fenêtres de l'ancienne synagogue ont été cassées. »
.    
Dès 1905 devant l'augmentation de la population juive de la ville, se pose la question de l'exiguïté de la synagogue. Pour des raisons de sécurité incendie, son accès doit même être limité pendant la période des grandes fêtes: 
« La construction d'une nouvelle synagogue a été discutée lors d'une réunion confidentielle des grands donateurs de la communauté israélite. Comme emplacement pour la synagogue, la question se pose de l'endroit où se trouve la caserne de gendarmerie, que le gouvernement propose d'acheter.
Pour les fêtes de Roschhaschonoh (fête du nouvel an), la synagogue actuelle doit être fermée par la police car pendant les jours de fêtes, en raison du trop grand nombre de personnes, les sorties sont insuffisantes en ce qui concerne le risque d'incendie. Seule l'intervention de l'architecte de la ville, Mr Rühl, permettrait à la police de retirer son interdiction. »
Le conseil de la communauté hésite entre soit transformer la grande synagogue actuelle et l'agrandir soit en construire une plus importante:
« Construction d'une nouvelle synagogue ou rénovation de l'ancienne synagogue? Le Conseil de la communauté israélite se penche sur la question depuis un certain temps. Il y a deux estimations de coûts: d'après l'une d'elles, la conversion de l'ancienne synagogue peut être réalisée pour une somme de 160 000 marks, alors que la construction d'une nouvelle synagogue nécessiterai une somme de 350 000 marks, montant que Messieurs O. Hauswald et Gebr Mertens, ainsi que Messieurs les architectes Jürgens et Bachmann de Berlin, bâtisseurs de la nouvelle synagogue de Francfort-sur-le-Main jugent suffisant.
D'après un membre du Conseil, favorable à la construction d'une nouvelle synagogue, nous pouvons constater ce qui suit: Une fois qu'il a été confirmé qu'un nouveau bâtiment peut être financé par la location des sièges, sans augmentation des taxes, et qu'une maison de Dieu digne de notre communauté peut être construite pour 350 000 marks, on ne peut pas comprendre comment on pourrait dépenser 160 000 marks pour la rénovation d'une ancienne synagogue, dont la situation est aujourd'hui carrément indigne. »
Dans le cas de la construction d'une nouvelle synagogue, que faire de l'ancienne ?. Plusieurs journaux prennent position pour la transformer en musée d'art juif,. Mais la communauté ne retient pas cette solution et préfère la vendre pour récupérer de l'argent. Après l'inauguration de la nouvelle synagogue, la synagogue de 1853 est vendue. Elle sera utilisée jusqu'en 1937 comme entrepôt municipal. Lors de la nuit de Cristal en novembre 1938, le bâtiment est profané et en 1945 en grande partie détruit dans un attentat. Après 1945, le terrain est nivelé. En 1993, lors de travaux de construction sur le site, une pierre de taille provenant d'une des tourelles de la synagogue est découverte. En 1999, cette pierre est érigée en souvenir de la synagogue dans la cour de la Landesbausparkasse (Caisse d'épargne-logement nationale) de Rhénanie-Palatinat.

## La grande synagogue de la communauté inaugurée en 1912

### L'appel d'offres
Pour la construction de la nouvelle grande synagogue, la communauté fait l'acquisition pour la somme de 130 000 marks du terrain d'une ancienne usine de cuir, situé dans le quartier Neustadt de Mayence. Le conseil municipal de Mayence accorde la somme de 50 000 marks à la communauté juive pour l'achat du terrain,.
Pour sélectionner un projet, la communauté lance en 1910 un concours d'architectes. Celui-ci est réservé aux architectes allemands. Le cahier des charges est ainsi rédigé:  
« APPEL D'OFFRES
Un concours public de projets pour l'attribution des plans de la nouvelle synagogue, ainsi que d'une maison communautaire pour la communauté israélite de Mayence est lancé parmi les architectes résidant dans l'Empire allemand.

L'emplacement et la taille du site peuvent être vus sur la carte. Le positionnement et la localisation des bâtiments est entièrement à la discrétion du candidat, mais il est important de noter que l'entrée principale de la synagogue doit se trouver sur la Bonifaziusstraße, et que le Saint des Saints doit si possible être situé vers l'est. Les règles de construction de Mayence sont à respecter.
a/ La construction proprement dite de la synagogue
Celle-ci doit comprendre:
 
1 / Environ 650 sièges pour les hommes au rez-de-chaussée et environ 500 sièges pour les femmes dans les galeries.
 2 / Un orgue et la place pour un chœur de 40 personnes, près de la pièce des organistes et des toilettes.
3 / Une synagogue pour les offices en semaine, d'environ 60-70 mètres carrés, avec un accès direct depuis la rue.

4 / Des vestiaires suffisamment confortables et accessibles, aussi bien au rez-de-chaussée que pour les galeries. 
5 / Un nombre suffisant de toilettes distribuées convenablement, près de vestibules directement éclairés, avec de vastes lavabos.
6 / une salle de réception pour les mariages de 60-70 mètres carrés, confortable, avec un passage direct de l'extérieur.
7 / Deux pièces avec sanitaires pour le rabbin et le chantre, si possible près de l'estrade.
8 / Il n'est pas prévu de sous-sol pour le bâtiment de la synagogue.

b/ La maison communautaire

Celle-ci doit comprendre:

1/ Au sous-sol, le local pour le chauffage des deux bâtiments, ainsi que le local pour le charbon, ainsi qu'une cave pour l'habitation du servant de la synagogue. Le bâtiment est construit sur toute sa surface sur sous-sol. 
  
2/ Au rez-de-chaussée:
  
Les bureaux de l'administration communautaire se composent de:
 
1 bureau du comptable (15 mètres carrés) avec coffre-fort; 2 bureaux de 20 m2; 1 salle de réunion de 50-60 mètres carrés, et les toilettes nécessaires. En plus, 3 toilettes pour les femmes avec vestibule et les installations sanitaires nécessaires. Les installations sanitaires doivent être accessibles aux visiteurs de la rue. 
   
3/ Au premier étage: quatre salles de classe, chacune pour 30 enfants, une salle des    enseignants de 15-30 mètres carrés, et les toilettes nécessaires. 
  
4/ Au second étage, un logement de fonction pour le servant de la communauté, comprenant 4 chambres, cuisine et dépendances. 
 Un seul escalier est suffisant pour ce bâtiment.

c/ Conditions particulières pour la construction de la synagogue
   
1 / la dimension des sièges doit être de 55 cm de large et de 90 cm de profondeur
  
2 / Dans l'agencement des sièges, il faut prendre en considération le fait que ceux de la nef sont situés à plus de 4 mètres de l'estrade et pas plus de 9 places sont disposées entre les allées. Les sièges ne peuvent pas venir en butée directement contre les murs extérieurs, mais doivent laisser la place à une allée d'au moins 0,90 m de large le long des murs extérieurs. 
  3/ Si une allée principale est prévue, celle-ci doit avoir une largeur minimale de 1,80 m, et toutes les autres allées conduisant au sanctuaire doivent avoir une largeur minimale de 1,10 m. Les principales allées donnant vers les vestiaires doivent avoir une largeur d'au moins 1,50 m. 
  4/ Devant le sanctuaire est prévue une estrade surélevée, d'une surface de 50-60 mètres carrés. Sur l'estrade, et orientée vers le public doit être installée une chaire.
  5/ Un accent particulier doit être mis sur les allées, les portes, les porches, les couloirs, les escaliers et les sorties de secours, dont les dimensions minimums doivent être conformes aux règlements ministériels prussiens pour les espaces de réunion publique. 
  6/ Il est recommandé de relier le bâtiment annexe à la synagogue de manière appropriée de façon à former un bel ensemble de bâtiments. En outre, une ligne douce et monumentale de bâtiments est souhaitable. 
  7/ Pour l'exécution totale, y compris les installations internes de chauffage, d'éclairage, d'alimentation en eau et de drainage, est disponible une somme de 300 000 marks qui ne doit pas être dépassée.  »

### Résultat de l'appel d'offres
La communauté va recevoir 133 propositions:
« Le concours de projets pour la construction d'une synagogue pour la communauté israélite de Mayence, s'est achevé le 24 janvier par l'attribution des prix par le jury. 133 projets ont été présentés. Le premier et le deuxième prix, d'un montant de 3 000 et 2 000 marks ont été fusionnés et 2 500 marks ont été attribués au projet de l'architecte Willy Graf de Stuttgart et à celui de Mensel de Dresde. Le troisième prix de 1 000 marks a été attribué au projet des architectes Fuß et Ditsch de Düsseldorf. »
Le livre Deutsche Konkurrenzen vereinigt mit Architektur-Konkurrenzen (Compétitions allemandes en relation avec des concours d'architecture) publié en 1911, décrit la plupart des projets proposés: 

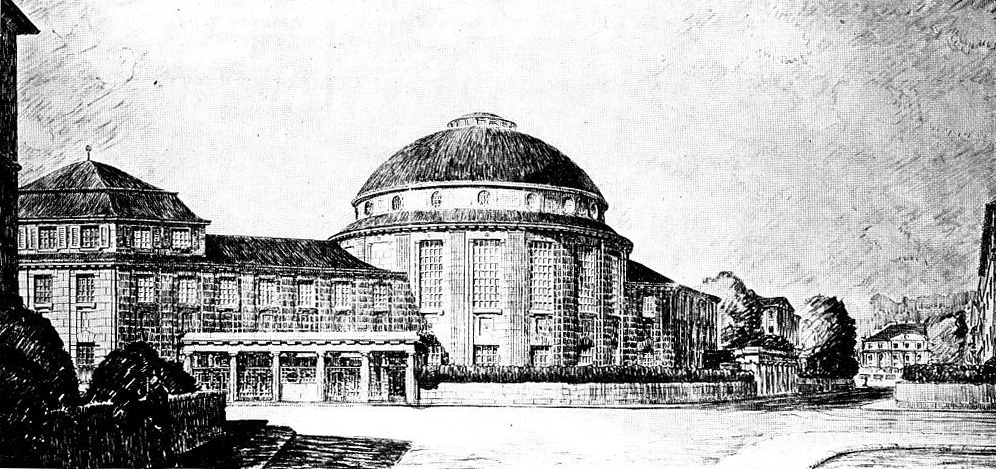
Premier prix remporté par Willy Graf – Vue générale
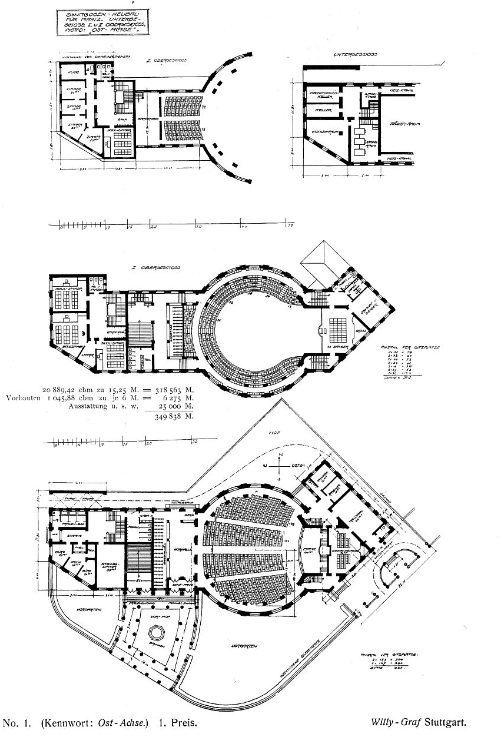
Plan des différents étages de la synagogue

 Projets non retenus

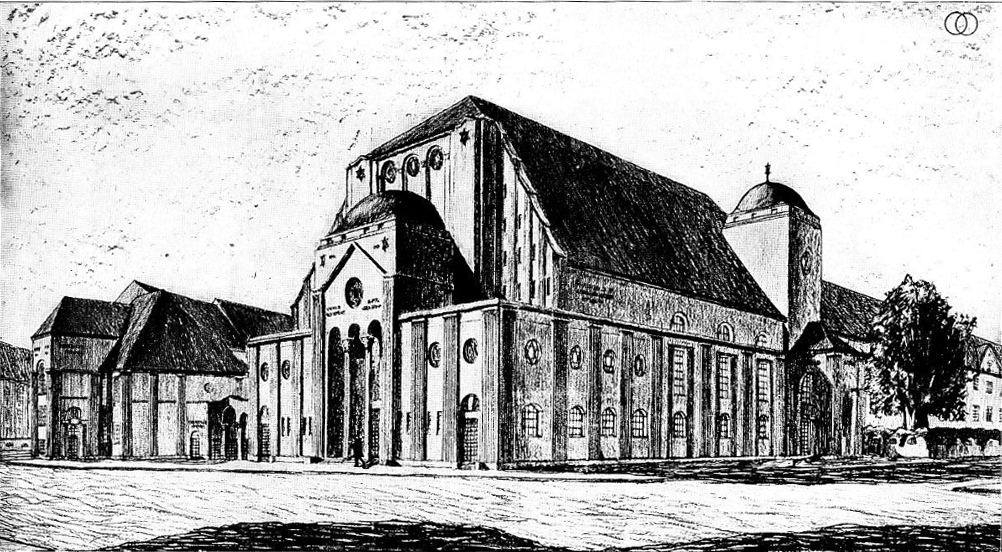
Second prix par l'architecte O. Menzel de Dresde
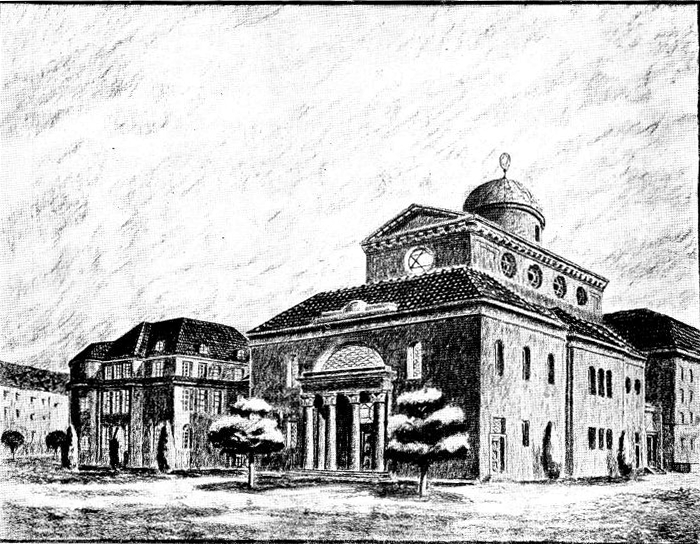
Troisième prix par le cabinet d'architectes Fuß & Willy Dietsch de Düsseldorf
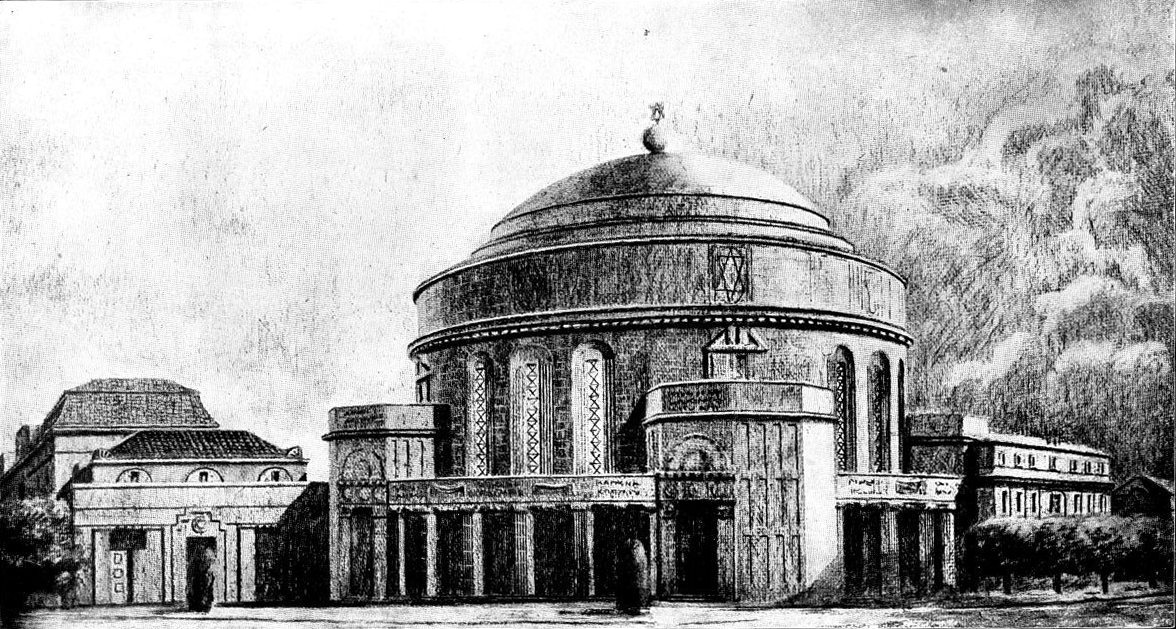
Projet classé 4e du cabinet d'architectes E. Fahrenkamp & Kühnen de Düsseldorf
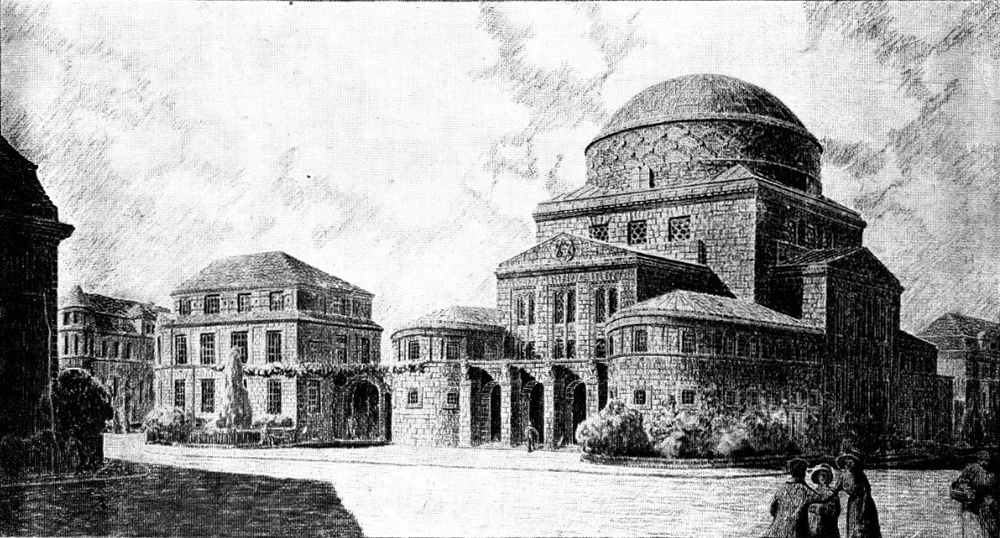
Projet classé 5e du cabinet d'architectes P. Gracher et K. Rüschoff de Düsseldorf
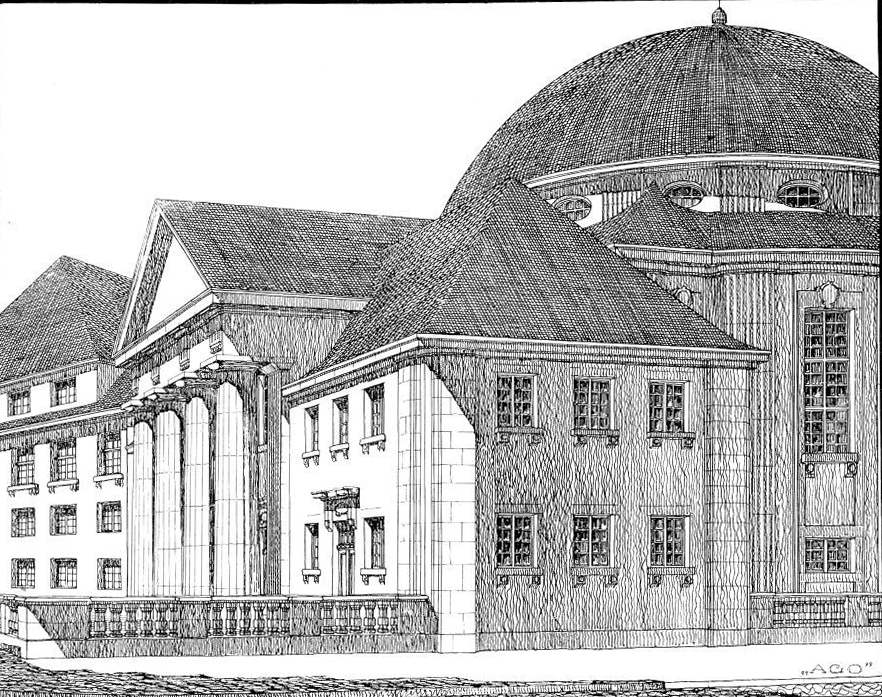
Projet classé 6e du cabinet d'architectes Hummel & Rothe de Karlsruhe
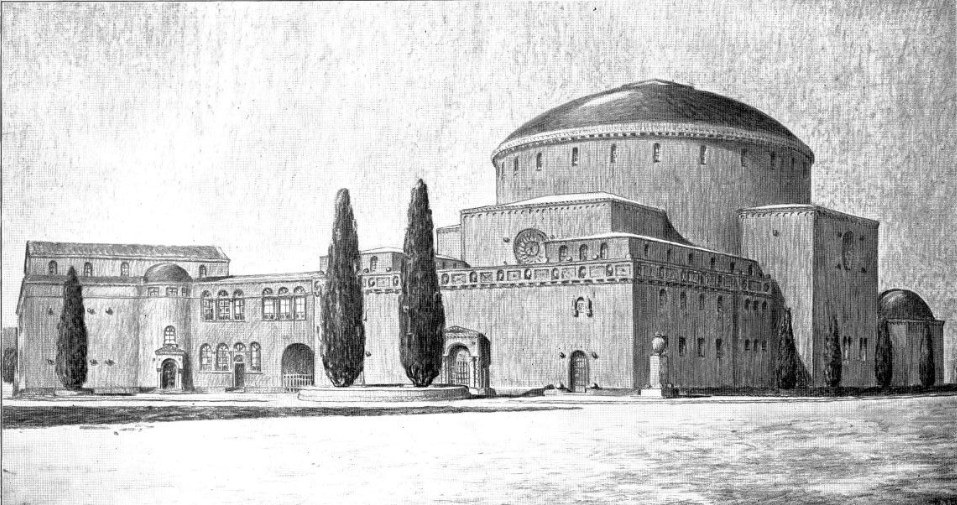
Projet classé 7e de l'architecte K. Leubert de Karlsruhe
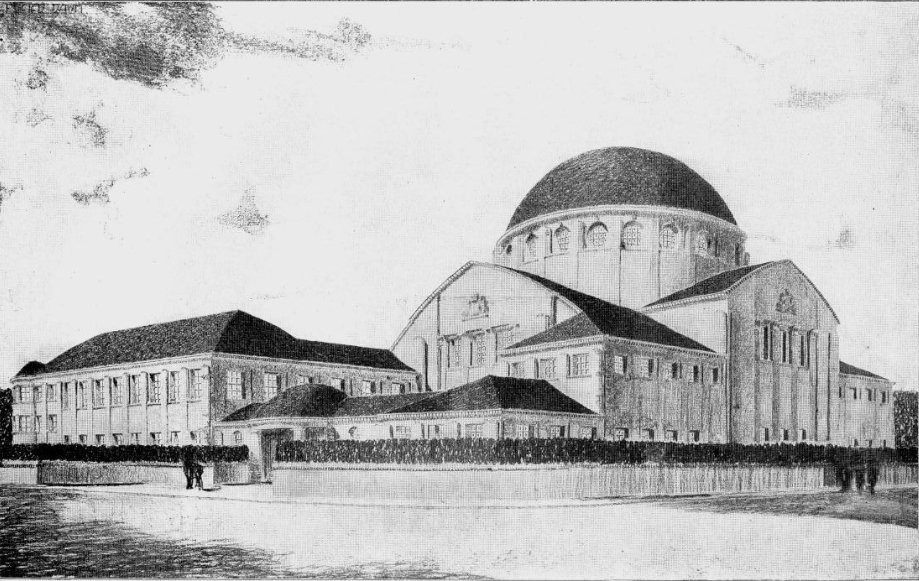
Projet classé 8e de l'architecte Franz Roeckle de Francfort-sur-le-Main
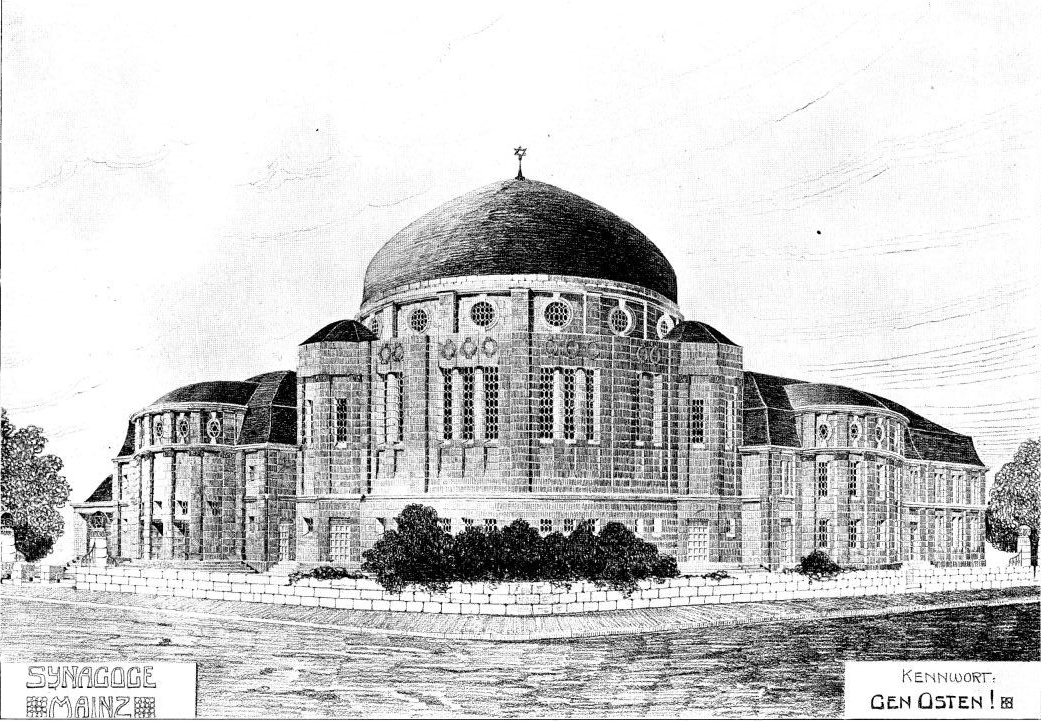
Projet classé 9e de l'architecte Philipp Hettinger, d'Heidelberg
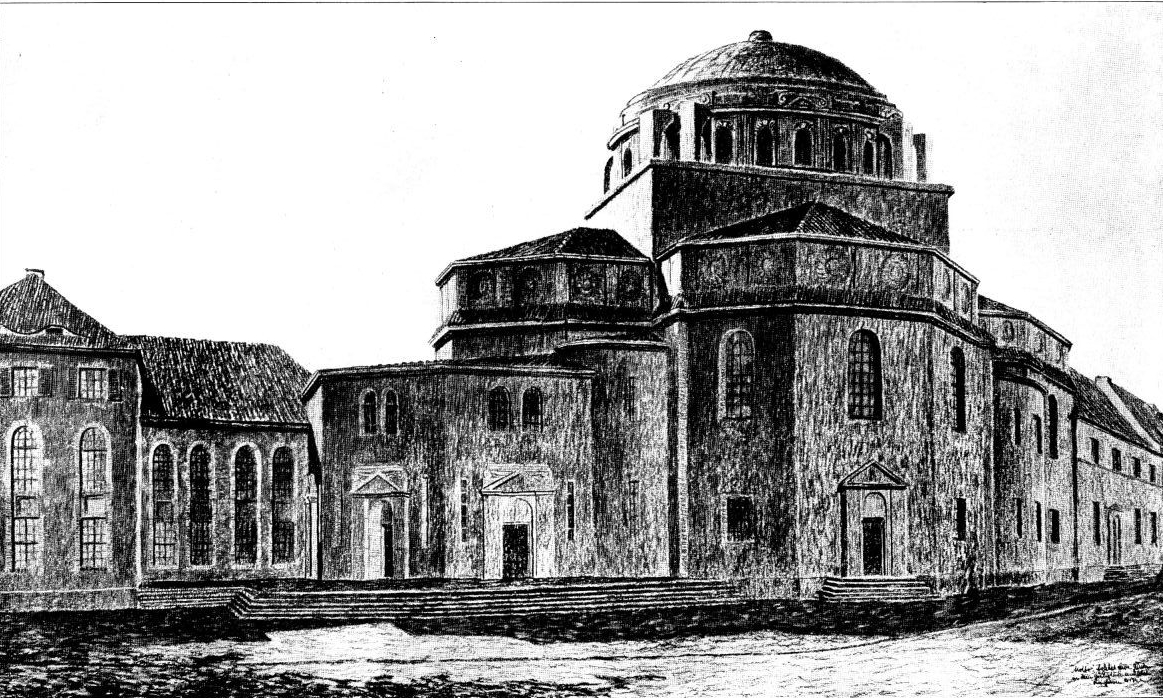
Projet classé 10e de Paul Müller–Mylau de Düsseldorf  en collaboration avec Werner Hagenbruch de Düsseldorf
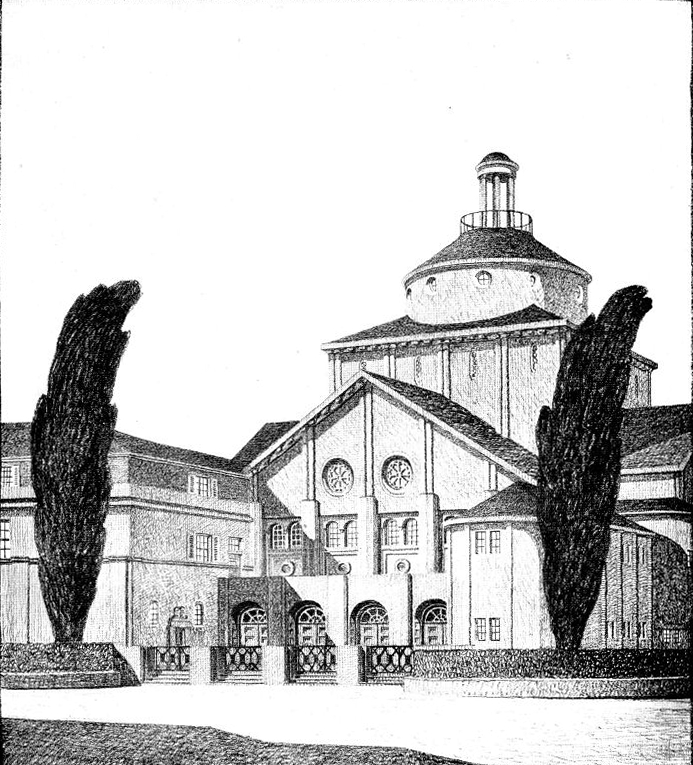
Projet classé 11e de l'architecte Heinrich Stumpf de Darmstadt

### Construction et inauguration de la synagogue

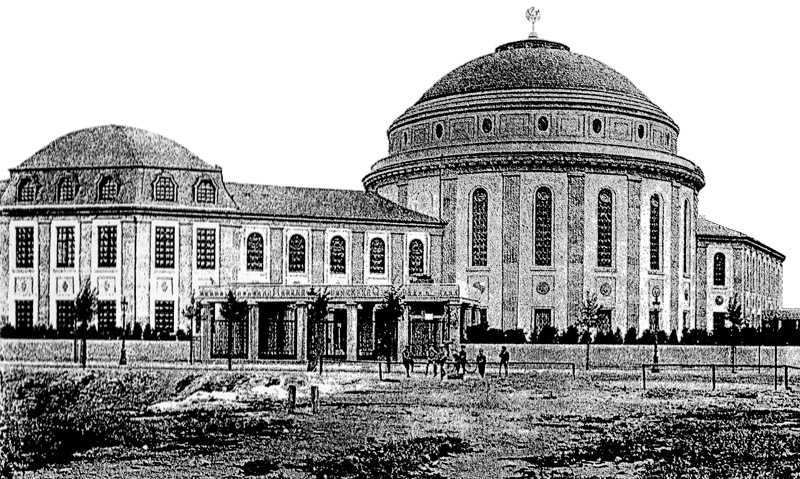
La grande synagogue juste avant son inauguration

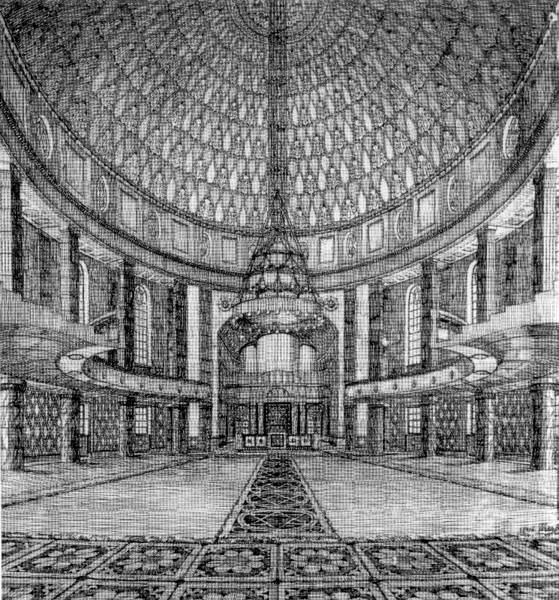
Vue de l'intérieur de la synagogue – dessin de 1911

La première pierre est posée officiellement le 4 août 1911. À cette occasion, le rabbin, Dr. Siegmund Salfeld, insère dans la pierre de base une capsule contenant l'histoire de la communauté, des images des différentes synagogues de Mayence, ainsi qu'un texte en hébreu et en allemand.
Le contrat de construction signé avec l'entrepreneur Schreyer, stipule que pour des raisons religieuses, les travaux ne doivent pas se poursuivre pendant le Chabbat. Les 30 maçons et 55 ouvriers du chantier décident de se mettre en grève, demandant à la société Schreyer de leur payer une compensation pour le jour chômé. Après des négociations, et la signature d'un compromis, les ouvriers décident de reprendre le travail :
« Une réunion des travailleurs frondeurs a abordé hier le problème du blocage du nouveau bâtiment de la synagogue édifié par l'entreprise Schreyer. Comme on l'a signalé plus tôt ici, l'arrêt du travail est dû à l'absence de travail le samedi, sans qu'une compensation ne soit accordée aux travailleurs par l'entrepreneur non juif. Lors d'une réunion du comité de conciliation, le 4 de ce mois, une proposition a été faite qui a recommandé aux travailleurs de reprendre le travail dans les conditions suivantes : Ils devront travailler dans la semaine jusqu'au vendredi, y compris 5 heures supplémentaires. Pour ces heures supplémentaires, un supplément de 20 pfennigs par heure leur sera accordé. Les travailleurs qui feront des heures supplémentaires sur la synagogue, ne pourront pas travailler le samedi. Après un vif débat, l'assemblée a décidé d'approuver ces propositions. Le travail a donc repris de nouveau ce matin. »
L'inauguration officielle grandiose a lieu le 3 septembre 1912, après un peu plus d'un an de travaux :  
«  Ce matin à  11h ¼, un large public, avec entre autres les responsables des autorités étatiques et municipales, se sont réunis dans la nouvelle synagogue de la Bonifaziusstraße pour assister à son inauguration. La cérémonie a été précédée par un choral de Gluck (Psaumes 24,7 à 10), chanté par le chœur de la synagogue et renforcé par les femmes et les hommes talentueux de la communauté. Ce choral est suivi par un discours du premier président, Mr. le conseiller municipal Bernhard Mayer : « Au nom du Conseil de la communauté juive, je salue les représentants de hautes autorités, les invités d'honneur, ainsi que les membres de notre communauté et je vous remercie chaleureusement pour votre estimable présence. Je me réjouis particulièrement de pouvoir vous donner un bref aperçu de l'historique de la construction de notre nouvelle maison de Dieu. Notre ancienne synagogue ne répondait plus aux règlements de construction actuellement en vigueur pour un bâtiment public en ce qui concerne la sécurité des visiteurs…Une réunion de la communauté a décidé le 10 juillet 1909 à une large majorité pour la construction d'une nouvelle synagogue... Les travaux de construction ont commencé le 5 mai 1911, et nous pouvons aujourd'hui, presque seize mois après, procéder à l'inauguration de notre nouvelle synagogue. Tous nos remerciements à Mr l'architecte Graf pour l'exécution ingénieuse et rapide du bâtiment ainsi qu'à son infatigable chef de chantier Mr. l'architecte Siegloch. Nous remercions également tous les maîtres et artisans qui ont travaillé sur notre maison de Dieu et œuvré de leur mieux. Nos remerciements vont également aux membres de la commission de la construction et des finances sous la présidence de Mr le conseiller Martin Moritz Mayer, qui ont soutenu le comité directeur, ainsi qu'à notre estimé rabbin et enfin aux donateurs et donatrices qui ont contribué à la décoration de cette maison de Dieu... Ainsi, cette maison, que nous avons élevée pour la gloire du Dieu Tout-Puissant, afin de renforcer notre communauté, et qui peut-être un ornement de notre chère ville natale, sous la protection, de laquelle nous mettons cette synagogue... Beaucoup de choses ont changé à présent, et même si l'emplacement de notre nouvelle maison de Dieu ne rappelle plus les temps anciens, mais correspond à la période moderne, nous saurons toujours et en permanence maintenir notre foi, pour laquelle nos ancêtres ont tant souffert. Mais nous voulons aussi montrer que dans cette adhésion à notre foi, nous sommes des citoyens allemands, qui attachés à la fidélité à notre patrie bien-aimée, sommes prêts comme nos concitoyens à tout moment à nous sacrifier corps et biens, de même que nous avons aussi le premier principe de notre religion qui nous recommande que la tolérance soit sacrée…
 [Le discours] est suivi par l'entrée solennelle avec les rouleaux de Torah accompagnée par le chant solo du premier chef de chœur, Mr.  Bernhard Nussbaum. Puis ce fut la bénédiction de Mr le rabbin Dr. Salfeld et ensuite s'éleva le trio et chœur de  « Die Schöpfung » (La Création) de Joseph Haydn.  Le trio était magnifiquement interprété par Mme Lena Simon et MM. Adolf Trimbornstraße et Rob. Wolfskehl. Lors de l'allumage de la lampe éternelle, la communauté entonna le chant d'hommage, accompagné par le splendide solo du chantre Nussbaumer, qui fit une forte impression. Mr le rabbin Dr. Saalfeld fait alors un sermon qui fait beaucoup d'effet, et poursuit par les prières de consécration et les bénédictions, ainsi que par la prière à l'empereur et au grand-duc. 
L'impressionnante cérémonie se termine par le chant final « Alléluia » (Psaume 150). Enfin, il convient de préciser, qu'à l'occasion de la cérémonie d'inauguration, Mr le rabbin Dr. Saalfeld s'est vu décerner le titre de Professeur par le grand-duc. Le premier président de la communauté, le conseiller commercial Bernhard Albert Mayer a reçu la Croix de chevalier de 1re classe de l'ordre de Philippe le Magnanime. Pour la cérémonie, un grand nombre de télégramme s de félicitations ont été reçus, et parmi ces félicitations, celles de Monsieur le ministre Dr. [Ernst Albrecht] Braun.  »
La grande synagogue est construite dans le style Jugendstil (Art nouveau) et est considérée comme un bijou pour la ville. Construite de façon spacieuse, elle se compose d'un imposant bâtiment central en forme de rotonde surmonté d'un dôme et de deux ailes latérales sur deux niveaux. Elle comprend à côté de la grande salle de prière, une petite synagogue pour les offices religieux en semaine, une grande salle de réunion, des salles d'études, des salles de classe, un musée et des bureaux pour l'administration.
Venant de la rue, les fidèles passent par un petit portique avant de pénétrer dans le vaste hall d'entrée et de là dans la salle de prière. Cela permettait de réduire le bruit extérieur et de garder le calme dans le sanctuaire. La salle de prière, vaste et élégante, reçoit la lumière extérieure par de hautes fenêtres. Un lustre pendant du haut de la coupole éclaire la totalité de la salle. D'autres lampes renforcent l'éclairage. Malgré sa grande dimension, la salle possède une magnifique sonorité. Les femmes dans la galerie au premier étage, ne sont séparées par aucun grillage et ont une vision complète de la salle. La hauteur de la coupole, montée sur un tambour cylindrique, accentue les dimensions horizontales de la salle. La coupole a un diamètre de 27 mètres et une hauteur de 25 mètres. La salle de prière possède 580 sièges pour les hommes et 482 pour les femmes.
Un orgue énorme, œuvre du facteur d'orgue Wilhelm Sauer de Francfort-sur-l'Oder, souligne le caractère libéral de la communauté. En dessous de l'orgue, se trouve l'Arche Sainte, contenant les rouleaux de la Torah. Elle était éclairée de l'intérieur. L'ouverture des portes actionne l'éclairage. Devant l'Arche, la lampe éternelle représente la présence divine. La Bimah (estrade) située devant l'Arche est utilisée par le rabbin et le Hazzan (chantre) pendant les offices en faisant face à la communauté.
En 1921, une cérémonie officielle, avec la participation des autorités étatiques et municipales se déroule dans la synagogue pour le dévoilement des plaques à la mémoire des 66 Juifs de Mayence morts pendant la Grande Guerre .

### Destruction de la synagogue
La synagogue est pillée puis incendiée par les nazis lors de la nuit de Cristal, du 9 au 10 novembre 1938. Les troupes de SA et de SS sont arrivés à 3 heures du matin, ont pénétré dans la synagogue et ses dépendances, puis après avoir volé les objets les plus précieux, les SS ont lancé des bombes incendiaires qui ravagent l'intérieur de la synagogue et détruisent l'ensemble des archives juives. Les pompiers arrivés sur les lieux, n'ont pas l'autorisation d'intervenir, mais uniquement d'éviter la propagation du feu aux maisons voisines. Le lendemain, les écoles sont fermées, et les écoliers viennent constater les dégâts. Quelques jours plus tard, le bâtiment est dynamité, mais partiellement pour ne pas endommager les maisons voisines. En 1939-1940, sur commandement de la police, la communauté juive est forcée de raser les ruines et d'enlever les gravats.
Après la destruction de la grande synagogue une salle de réunion, située dans une maison au 2 Forsterstraße (renommée Horst-Wessel-Straße) est utilisée par la communauté juive comme salle de prière jusqu'à la déportation des Juifs de Mayence en 1940. La maison est partiellement détruite par un bombardement pendant la guerre. Une plaque commémorative a été placée après la guerre.

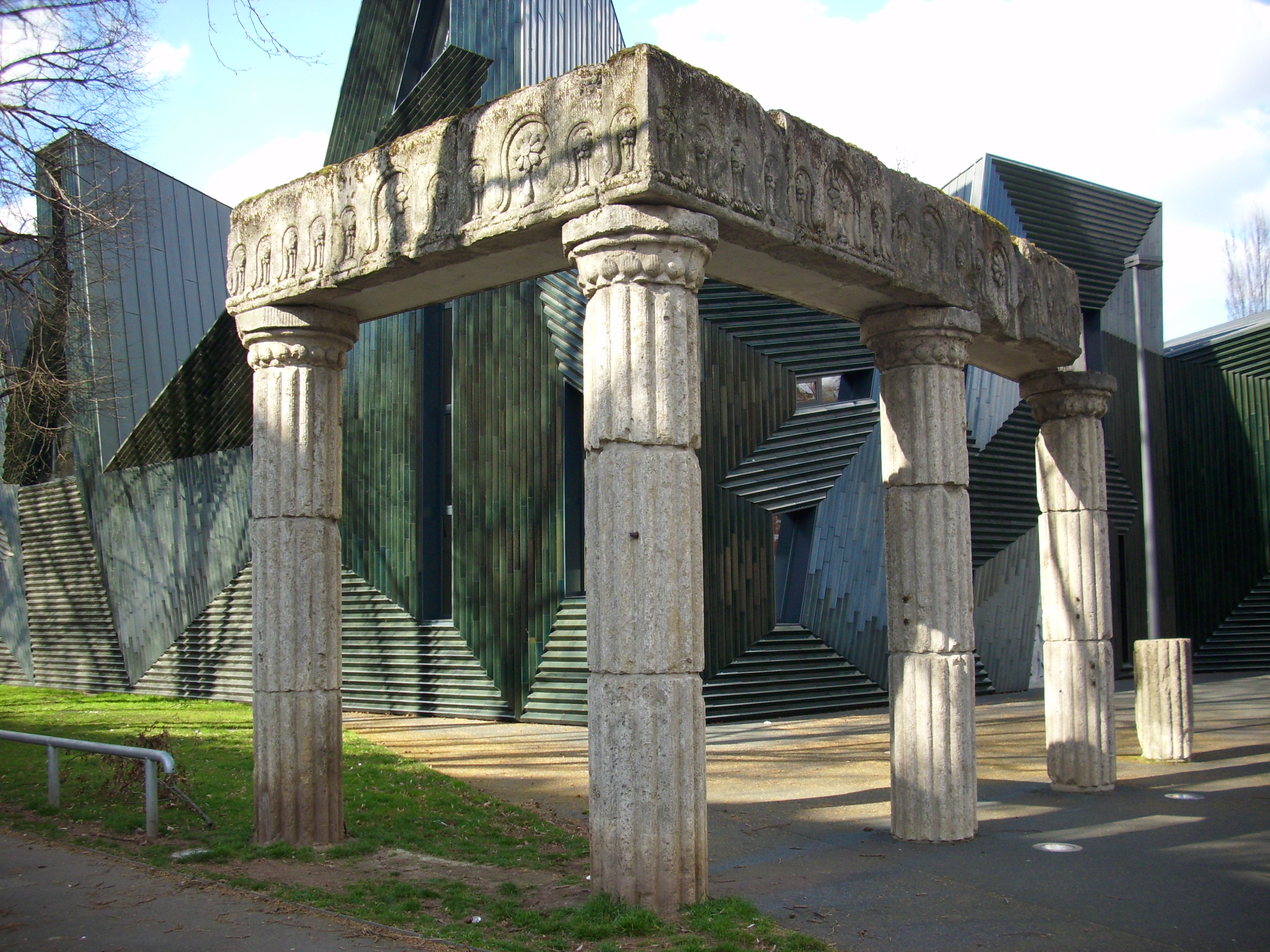
Portique d'entrée de la grande synagogue de 1912, dressé devant la nouvelle synagogue de Mayence

Après 1945, à l'emplacement de la grande synagogue est construit le bureau central des douanes. En 1988, sont retrouvés les restes du portique d'entrée, quatre colonnes avec architrave, qui sont dressés sur place comme mémorial, au 44 Hindenburgstrasse, aujourd'hui Synagogenplatz.
Actuellement, à l'emplacement de la grande synagogue se trouve la nouvelle synagogue de la communauté juive de Mayence, construite en style déconstructif et inaugurée en 2010.